# 亚伊瓦
亚伊瓦（羅馬化：Yayva）是俄罗斯彼尔姆边疆区的市级镇，属边疆区辖市亚历山德罗夫斯克市，为该市下辖人口最多的市级镇。地处彼尔姆边疆区中东部，位于卡马河流域亚伊瓦河畔，在亚历山德罗夫斯克西北、边疆区首府彼尔姆东北方。镇内设有同名铁路车站。
以流经该镇的河流命名。该地2022年人口有9,678人；2010年人口10,325；2002年人口10,885；1989年人口11,877。